# イオラニ宮殿
イオラニ宮殿（イオラニきゅうでん、ʻIolani Palace）は、アメリカ合衆国内に現存する、唯一の宮殿（王宮）だった建造物である。ハワイ州の州都ホノルルのキングストリートに佇む。

## 歴史
ハワイ王国（1795年 - 1893年）7代目カラカウア王の命で（当時の金額で）36万ドルをかけて建てられた。施工中に全くタイプの異なる3人の建築家が採用され、アメリカン・コンポジット（総合アメリカ様式）、アメリカン・フローレンティン（アメリカ・フィレンツェ様式）などと称された。1882年に竣工が成り、1893年のクーデターで王政が廃止されるまで、カラカウア王とカピオラニ王妃、妹のリリウオカラニらが宮廷、公邸として使用した。 当時はイギリスのバッキンガム宮殿にさえ無かった電気設備を備え、装飾品や食器什器など贅を尽くした造りとなっている。後にカラカウア王は宮殿建設費などの大きな負債により、アメリカ人勢力からの、王権縮小の圧力に苦しんだ。王制廃止後は、1969年にハワイ州庁舎が落成するまで行政府として使用された。現在、宮殿の維持、管理はハワイ王家を継承したカワナナコア家の1人で旧キャンベル財団の相続人の1人でもあるアビゲイル・ケカウリケ・カワナナコアを中心として、ボランティア団体「イオラニ宮殿友の会」が行っている。2007年には大規模な改修が行われた。

## 観光
現在は日曜日を除き、ガイド（英語、日本語）による宮殿ツアーが毎日行われている。